# Еремич, Велько
Велько Еремич (серб. Вељко Јеремић / Veljko Jeremić; род. 9 ноября 1985) — сербский шахматист, гроссмейстер (2004). Ассоциированный профессор Белградского университета. Самый молодой гроссмейстер в истории Сербии.
Окончил факультет организационных наук Белградского университета, в 2012 году получил докторскую степень под руководством Зорана Радойчича.
Бронзовый призёр командного чемпионата Европы среди юношей 2001 года со сборной Югославии (первый на своей доске). Победитель командного чемпионата Сербии и Черногории 2005 года в составе белградского клуба «Гранд Кафа». Бронзовый призёр Боснийской шахматной Премьер-лиги 2003 в составе клуба «Гласинац» (и занял третье место на третьей доске).
Работал тренером женской сборной Сербии на шахматной олимпиаде 2008 года.

## Спортивные результаты
| Год  | Город        | Турнир                                                | + | − | =  | Результат | Место |
| ---- | ------------ | ----------------------------------------------------- | - | - | -- | --------- | ----- |
| 1997 | Таллин       | Чемпионат Европы (до 12 лет)                          |   |   |    |           | 5     |
| 2001 | Балатонлелле | Командный чемпионат Европы (до 18 лет)                | 3 | 0 | 3  | 4½ из 6   | 3     |
| 2002 | Гоа          | Чемпионат мира по шахматам среди юниоров              | 2 | 1 | 10 | 7 из 13   | 32    |
| 2003 | Яхорина      | Боснийская шахматная Премьер-лига, «Гласинац»         | 4 | 2 | 3  | 5½ из 9   | 3     |
|      | Ретимнон     | 19-й Европейский клубный кубок, «Гласинац»            | 2 | 0 | 5  | 4½ из 7   | 33    |
| 2005 | Врнячка-Баня | Командный чемпионат Сербии и Черногории, «Гранд Кафа» | 4 | 0 | 7  | 7½ из 11  | 1     |

## Изменения рейтинга
| Графики недоступны из-за технических проблем. См. информацию на Фабрикаторе и на mediawiki.org. |